# Phare d'Akmenrags
Le phare d'Akmeņrags (en letton : Akmeņraga bāka) est un phare actif qui est situé au sud de la station balnéaire Pāvilosta, sur le littoral de la mer Baltique, dans la région de Kurzeme en Lettonie. Il est géré par les autorités portuaires de Ventspils.
Il est considéré comme monument culturel de Lettonie  depuis le 5 septembre 2005.

## Histoire
Cette station de signalisation marque l'un des endroits les plus dangereux de la côte.
La première lumière provisoire a été remplacée par une tour en bois de 28 m en 1889. Puis il a été remplacé par une tour en pierre, en 1911, qui a été détruite pendant la Première Guerre mondiale.
Le phare actuel a été construit en 1921. Il est localisé sur un cap à environ 35 km  au nord de Liepāja. Le phare est visitable du lundi jusqu'à vendredi. La galerie est accessible par un escalier intérieur de cent vingt-six marches.

## Description
Le phare est une tour cylindrique en maçonnerie de 38 mètres de haut, avec galerie et lanterne métallique. Le phare est entièrement peint en rouge. Il émet, à une hauteur focale de 38 mètres, deux éclats blancs rapprochés toutes les 7.5 secondes. Sa portée nominale est de 18 milles nautiques (environ 33 km).
Identifiant : ARLHS : LAT-002 - Amirauté : C-3442 - NGA : 12120 - Numéro Lettonie : UZ-680 .

## Caractéristique duFeu maritime
Fréquence : 7.5 secondes (W-W)
- Lumière : 1 seconde
- Obscurité : 1 seconde
- Lumière : 1 seconde
- Obscurité : 4.5 secondes

|          |
| Lettonie |

|             |
| La lanterne |

### Lien connexe
- Liste des phares de Lettonie